# Alfonso del Granado

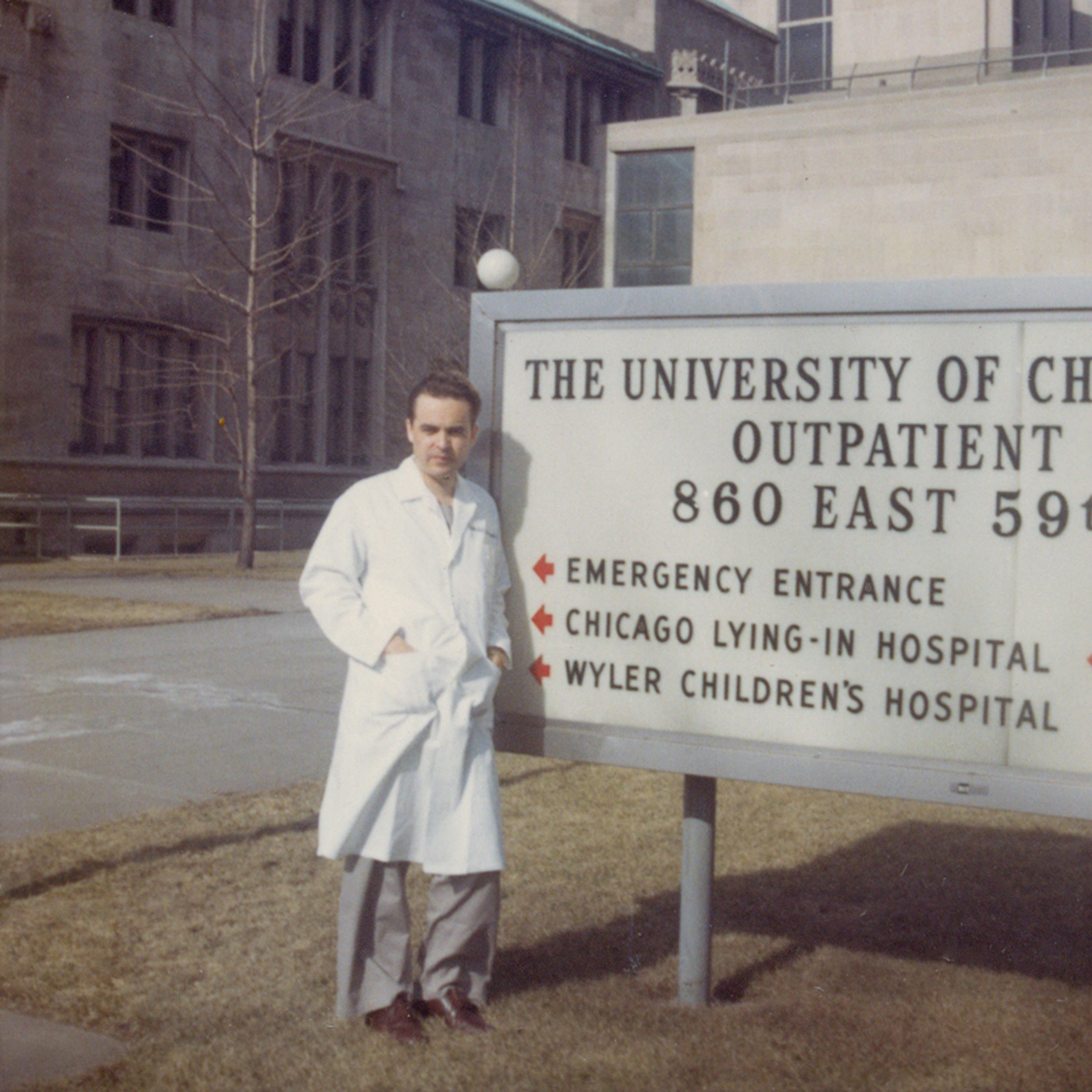
Alfonso del Granado

Don Félix Alfonso del Granado Anaya (18 de octubre de 1938–) es un médico, novelista y poeta boliviano.
Hijo del poeta don Javier del Granado, éste le cedió la tradición de filantropía de esta familia, cuando se recibió de médico en 1964.
Del Granado es miembro titular del American College of Obstetricians and Gynecologists, del American College of Surgeons y de la American Society of Abdominal Surgeons, miembro honorario del Instituto Médico Sucre y del Royal Society of Medicine, y creador de un instrumento quirúrgico utilizado en la mesa de operaciones por cirujanos: la aguja de sutura curva. Es, además, miembro de número de la Academia Boliviana de la Lengua, miembro correspondiente de la Real Academia Española y de la Academia Norteamericana de la Lengua Española.

## Biografía

### Estudios y docencia
Estudió medicina en la Universidad Mayor de San Simón con una beca Fondation Simón I. Patiño de Genève y luego se trasladó a Estados Unidos para efectuar sus estudios de especialidad médica en el Hospital Chicago Lying-in, la maternidad más antigua de Norteamérica fundada por Joseph Bolívar DeLee en 1889, donde fue residente principal. En 1974 la Universidad de Chicago recurrió a la medida extraordinaria de modificar sus estatutos para concederle el nombramiento de profesor clínico de medicina, sin que tenga que dejar su práctica en zonas económicamente desfavorecidas de los estados de Illinois e Indiana. En Bolivia en 1978 con otros facultativos estableció la especialidad médica en Ginecología y Obstetricia de la Facultad de Medicina de la Universidad Mayor de San Simón, y ejerció brevemente como ministro de Salud en el gobierno que condujo Juan Pereda Asbún. En 1982, a través de su afiliación al hospital Monte Sinaí de Chicago, impulsó el primer programa de fecundación in vitro de la región central de los Estados Unidos. De convicciones católicas, ―contrario al aborto y la pena de muerte―, reiteró en una entrevista que le hicieron en 1983 que la posición de la Iglesia Católica sobre esta iniciativa es respetable, y acotó: 

la Iglesia se opone ―con justificada razon―, a lo que es muerte. La fecundación en probeta es vida. Es la concreción del sueño de muchas parejas que anhelan tener una familia estable y con hijos y que por causas físicas no pueden realizar ese sueño... [E]ste método enmienda los errores de la Madre Naturaleza...

 Por último, en los años ochenta y noventa del siglo pasado, desarrolló una labor docente de formación de médicos residentes en técnicas de cirugía mínimamente invasiva y de microcirugía que abrieron nuevas fronteras en la medicina.

## Obra literaria
A temprana edad inició su carrera literaria con sus primeros textos publicados, en torno al encuentro entre medicina y literatura, en el que una y otra se complementan, porque ambas aspiran a abordar los abismos de la experiencia humana y la constatación del terrible paso del tiempo y del colapso de la vida frente a la muerte. Con una poesía moderna en lengua española marcadamente distinta a la de su progenitor, demostró que la medicina también puede ser escrita en lenguaje literario. Recuerda su admiración por Saul Bellow, de quien fue colega en la Universidad de Chicago y de quien aprendió la práctica del humor como técnica literaria que posibilita una visión crítica del mundo. En sus novelas ha construido una obra que combina el desborde imaginativo del realismo mágico con un sentido del humor que va de la ironía más fina a la sátira más mordaz y salvaje. Como un forense literario, en estas novelas disecciona la sociedad, su entorno, y también expone sus miserias e hipocresía, así como sus valores caducos y su naturaleza atroz e inhumana.